# Oost-Indische Huisbrug
De Oost-Indische Huisbrug (brug 223) is een vaste brug in Amsterdam-Centrum.
De brug overspant de Kloveniersburgwal en vormt zo de verbinding tussen het Rusland en de zuidelijke kade van de Raamgracht. De brug is sinds 10 oktober 1995 een gemeentelijk monument. De brug is vernoemd naar het Oost-Indische Huis gelegen op de hoek Kloveniersburgwal en Oude Hoogstraat, waardoor het gedeelte van de kade tussen Oude Hoogstraat en Rusland Oost-Indische Kaai werd genoemd.
Er ligt hier al eeuwen een brug. Op zijn stadsplattegrond uit 1625 tekende Balthasar Florisz. van Berckenrode hier al een ophaalbrug met de hamei aan de stadskant; de Kloverniersburgwal heette toen nog Oude Cingel, Rusland 't Rus-landt en de Raamgracht Verwers Graft. De moderne geschiedenis van de brug begint in 1904. Toen besteedde de gemeente Amsterdam aan “Het vernieuwen van de vaste brug no. 223 over den Kloverniersburgwal vóór het Rusland, met bijbehorende werken". Er moest destijds gewerkt worden onder het regime van de ingenieur, hoofd der afdeling Onderhoud van de Dienst der Publieke Werken.  Het werd een brug met ijzeren/stalen liggers die in een lichte welving over een vijftal jukken liggen. Daarboven liggen de planken dwars met daarop weer balustrades. In maart 1940 was de brug even buitendienst, er moesten kabels vernieuwd worden. De brug is in 1970 geheel vernieuwd, inclusief het landhoofd van brug 225 onder leiding van de Dienst der Publieke Werken. Er kwam een brug met stalen balken en beton en houten pijlers. De houten dwarsliggers zijn ook in 2020 nog aanwezig. De brug is sinds 1995 een gemeentelijk monument.

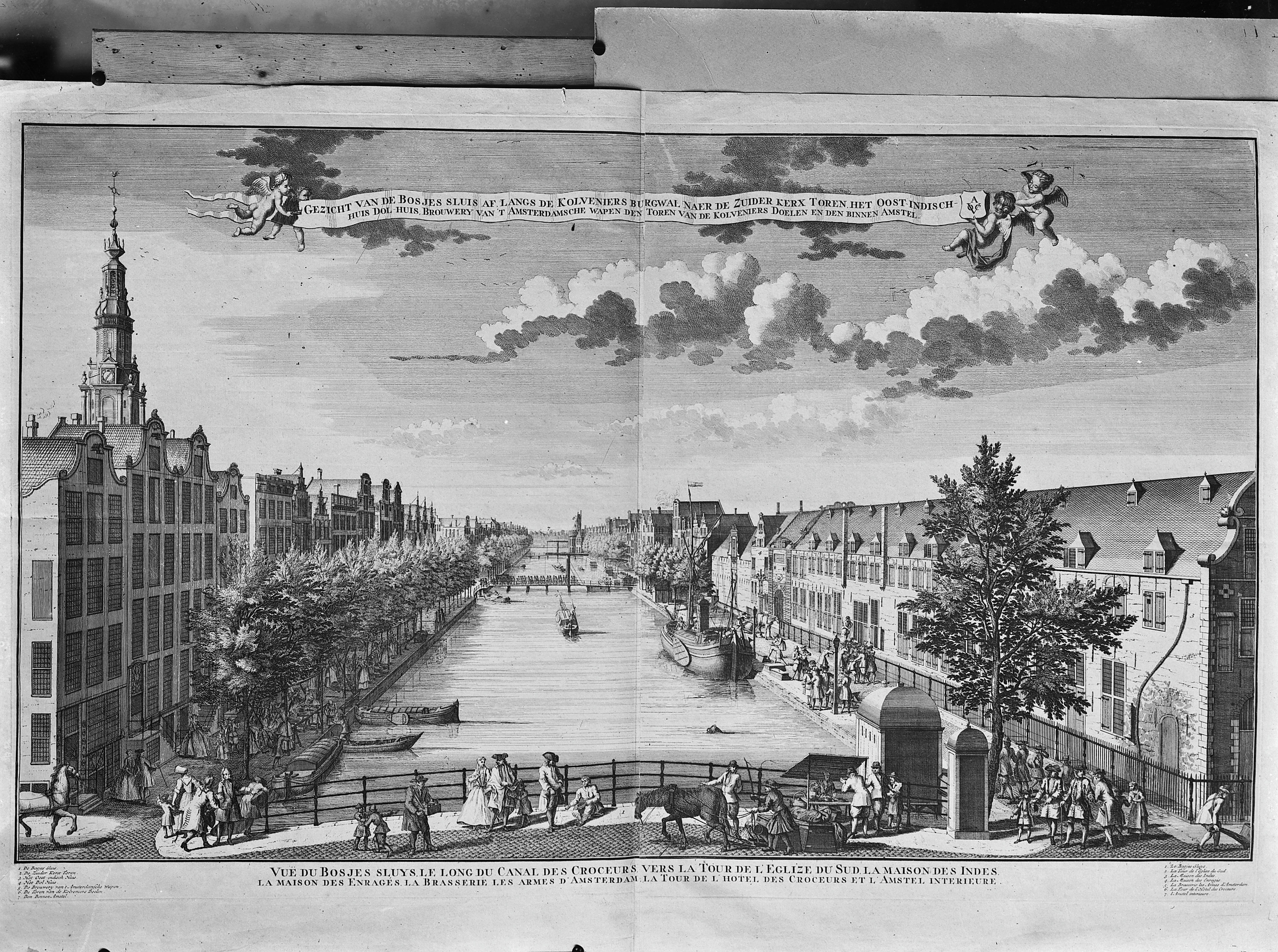
Een oude ongedateerde prent van een onbekend tekenaar waarop de ophaalbrug te zien is (middelste brug), links de Zuiderkerk, tekst vermeldt Kolverniersburgwal, een oude aanduiding van de gracht
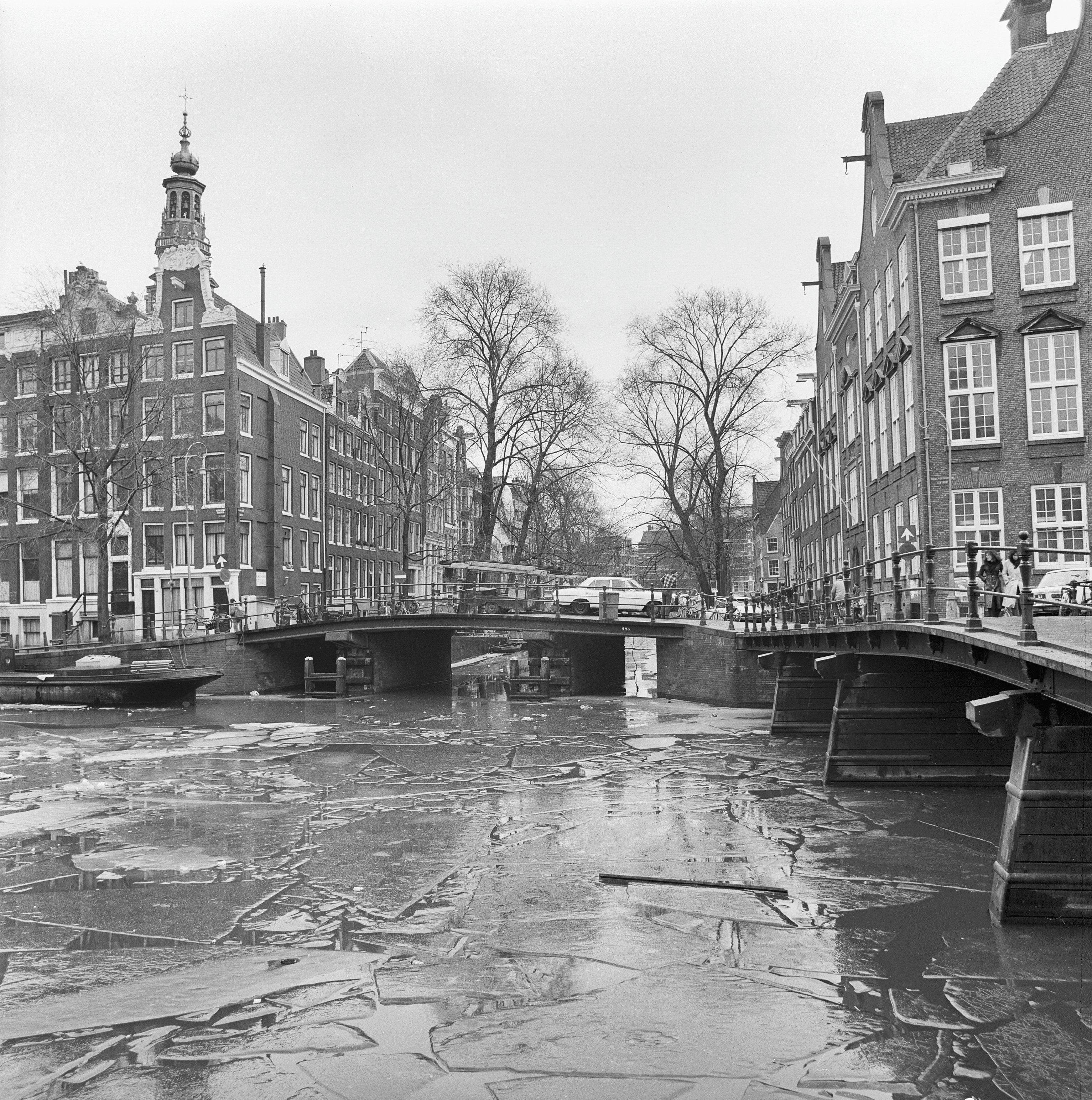
Rechts de brug in 1976, waarbij de dwarsliggende planken goed te zien zijn
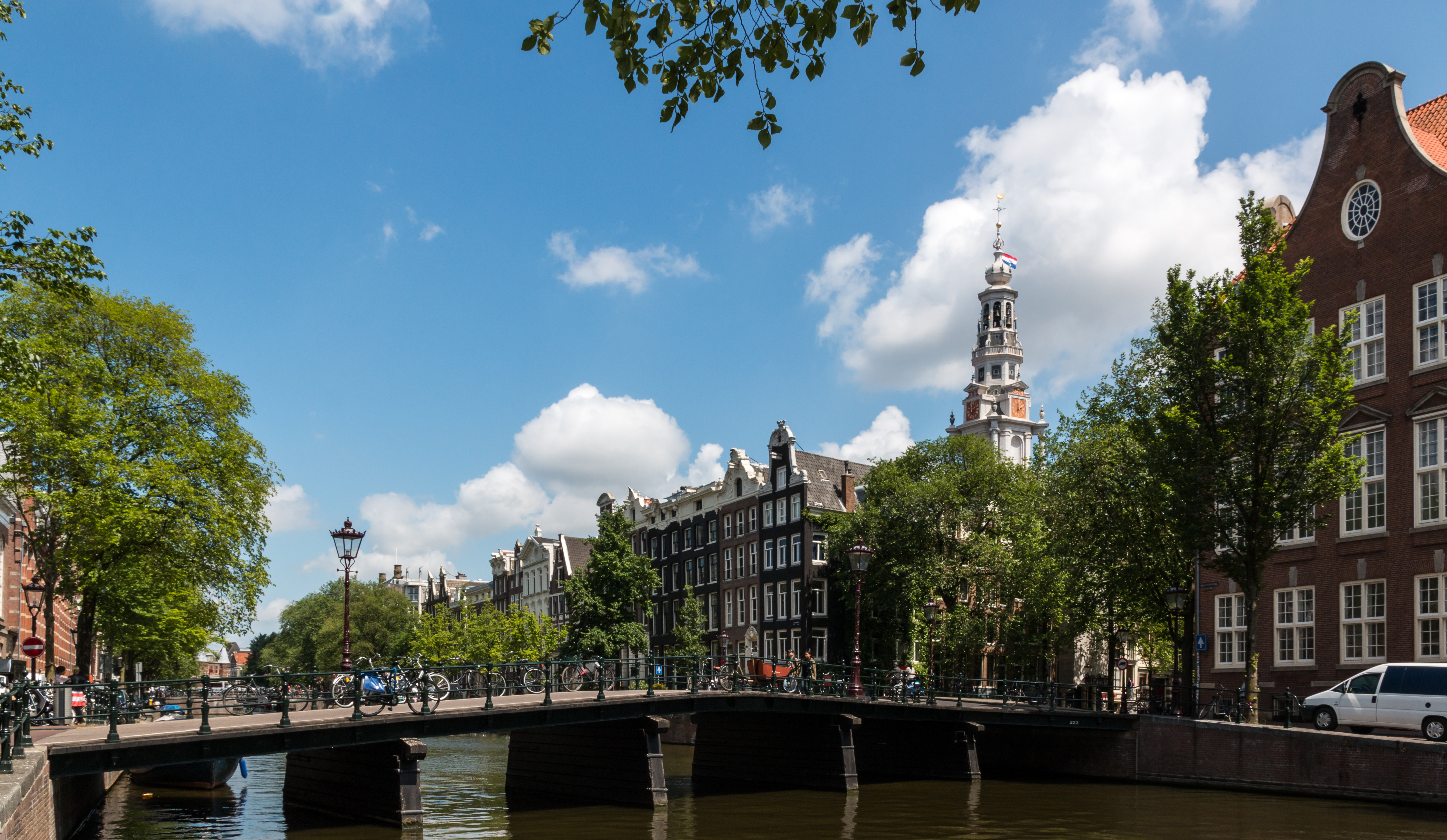
De brug met planken in 2015

<<< · 200 · 201 · 202 · 203 · 204 · 205 · 206 · 207 · 208 · 209 ·  210 · 211 · 212 · 213 · 214 · 215 · 216 · 217 · 218 · 220 · 221 · 222 · 223 · 224 · 225 · 226 · 227 · 228 · 228P · 229 · 230 · 231 · 232 · 233 · 234 · 235 · 236 · 237 · 238 · 239 ·  240 · 241 · 242 · 243 · 244 · 245 · 246 · 247 · 248 · 249 ·  250 · 251 · 252 · 253 · 254 · 255 · 256 · 257 · 258 · 259 · 260 · 261 · 262 · 263 · 264 · 265 · 266 · 267 · 270 · 271 · 272 · 273 · 274 · 275 · 277 · 278 · 279 · 280 · 281 · 283 · 285 · 286 · 287 · 288 · 289 · 290 · 291 · 292 · 293 · 295 · 296 · 297 · 298 · 299 · >>>
Brugnummers 219, 268, 269, 276, 282, 284, 294 zijn niet (meer) in omloop.